# Mitsubishi Space Runner
Mitsubishi Space Runner var en kompakt MPV fra Mitsubishi Motors, som blev bygget mellem 1991 og 1997 (første generation) hhv. 1997 og 2002 (anden generation). På det japanske hjemmemarked hed modellen Mitsubishi RVR. Yderligere regionale salgsnavne var Mitsubishi Expo LRV, Eagle Summit Wagon, Plymouth Colt Wagon og Dodge Colt Wagon.
Space Runner var udstyret med fire døre: to fordøre, en skydedør i passagersiden og en bagklap. Frem til B-søjlen var modellen identisk med den større Space Wagon.
Alle modeller var udstyret med firecylindrede motorer; topmodellerne havde drivlinjen fra den første Mitsubishi Galant VR-4 med 2,0-liters 16V DOHC-turbomotor. Alle motorerne kunne kombineres med en manuel femtrinsgearkasse eller en firetrins automatgearkasse.
Navnet RVR blev "genoplivet" af Mitsubishi i 2010 til en crossover/SUV-model, som i Europa hedder Mitsubishi ASX.